# Ылкаквыкаргынваам
Ылкаквыкаргынваам — река на Дальнем Востоке России, протекает по территории Анадырского района Чукотского автономного округа.
Длина реки составляет 12 км.
Название в переводе с чук. Элкаквыкаргываам — «река с многочисленными пустотами и наледями, где погибает рыба».
Берёт истоки с западных склонов горы Надельная Корякского нагорья, впадает в Хатырку слева.
Имеет левый приток — реку Петля.